# Cladochaeta armata
Cladochaeta armata är en tvåvingeart som först beskrevs av Frota-pessoa 1947.  Cladochaeta armata ingår i släktet Cladochaeta och familjen daggflugor. Inga underarter finns listade i Catalogue of Life.